# Mentha arvensis
- Commons
- Wikispecies

A hortelã da espécie Mentha arvensis, conhecida como hortelã-japonesa ou vique, no Brasil, é uma espécie de menta nativa das regiões temperadas  da Europa ocidental e central e da Ásia, leste do Himalaia e leste da Sibéria.
É uma planta herbácea, perene, que cresce  sessenta centímetros (raramente até cem centímetros) de altura. As folhas são opostas em pares, simples, com dois a seis centímetros e meio de comprimento e um a dois centímetros de largura peluda, e com uma margem serrilhada. As flores são púrpuras pálidas (ocasionalmente brancas ou rosas), em cachos na haste, cada flor com três a quatro milímetros de comprimento.
Existem seis subespécies:
- Mentha arvensis arvensis
- Mentha arvensis agrestis
- Mentha arvensis austriaca
- Mentha arvensis lapponica
- Mentha arvensis palustris
- Mentha arvensis parietariifolia

A espécie afim Mentha canadensis também está incluída em Mentha arvensis por alguns autores como duas variedades, Mentha arvensis glabrata fernald (em referência às plantas norte-americanas) e Mentha arvensis piperascens malinv (referente às plantas da Ásia Oriental).